# Pratap Singh (Jammu-et-Cachemire)
Pratap Singh est le maharaja de l'État princier de Jammu-et-Cachemire, au sein du raj britannique, de 1885 à 1925. Ses descendants étant morts en bas âge, son neveu Hari Singh lui succède.